# Pasimachus depressus
Pasimachus depressus är en skalbaggsart som beskrevs av Fabricius. Pasimachus depressus ingår i släktet Pasimachus och familjen jordlöpare. Inga underarter finns listade i Catalogue of Life.